# Tertuliano Milton Brandão
Tertuliano Milton Brandão (Pedro II, 29 de julho de 1916 — Brasília, 1º de junho de 1985) foi um agropecuarista e político brasileiro com atuação no Piauí, estado onde foi vice-governador e depois deputado federal por seis vezes.

## Dados biográficos
Filho de Tertuliano Brandão Filho e Joana Cardoso Brandão. Agropecuarista filiou-se ao Partido Progressista em 1935, tendo como correligionário o político mineiro Tancredo Neves. Por vontade do interventor Leônidas Melo foi nomeado prefeito de Pedro II, cargo que exerceu entre maio de 1938 e dezembro de 1945. Com a deposição de Getúlio Vargas e o fim do Estado Novo, ingressou no PSD e foi eleito deputado estadual em 19 de janeiro de 1947 e foi um dos signatários da Constituição Estadual promulgada em  22 de agosto daquele ano, além de primeiro vice-presidente da Assembleia Estadual Constituinte e depois da Assembleia Legislativa durante a gestão do vice-governador Osvaldo da Costa e Silva, eleito para o cargo por via indireta nos termos da Constituição Estadual sendo empossado no dia da promulgação desta.
Por ocasião das eleições de 1950 a vitória na eleição para governador coube ao candidato Pedro Freitas (PSD) e naquele pleito Milton Brandão foi eleito vice-governador do Piauí, o primeiro a ser eleito pelo voto direto, visto que por força da legislação vigente, as eleições para vice-governador ocorriam pelo voto direto e em uma chapa independente. Eleito, ocupou por determinação constitucional a presidência da Assembleia Legislativa durante os quatro anos de seu mandato, ao longo do qual entrou em desavença com o governador Pedro Freitas e ingressou no PSP, liderado nacionalmente por Ademar de Barros.

## Deputado Federal
Membro do Tribunal de Contas do Piauí por breve período, foi eleito deputado federal pelo PSP em 1954 e 1958, figurou como primeiro suplente nas eleições de 1962, o que lhe permitiu exercer o mandato em virtude de convocações frequentes. Instituído o Regime Militar de 1964 ingressou na ARENA e mesmo na condição de suplente foi contemplado com o momento culminante de sua vida ao obter do presidente Humberto Castelo Branco o assentimento para a construção da Usina Hidrelétrica de Boa Esperança próxima a Guadalupe, obra inaugurada em 21 de março de 1970.
Reeleito deputado federal em 1966 e 1970, figurou de novo como suplente em 1974 sendo vitorioso em 1978. No início dos anos 1980 ingressou no PDS e foi reeleito deputado federal em 1982 falecendo no curso do mandato quando já havia ingressado no PFL. Com sua morte foi efetivado o advogado Celso Barros. Em 1959 integrou a delegação brasileira presente aos Jogos Pan-americanos de 1959 na cidade de Chicago. Por fim cabe mencionar que uma lei estadual promulgada em 1994 elevou um povoado à categoria de município sendo que o mesmo foi batizado com seu nome.